# Harveypatti
Harveypatti é uma panchayat (vila) no distrito de Madurai, no estado indiano de Tamil Nadu.

## Demografia
Segundo o censo de 2001,  Harveypatti  tinha uma população de 8135 habitantes. Os indivíduos do sexo masculino constituem 50% da população e os do sexo feminino 50%. Harveypatti tem uma taxa de literacia de 83%, superior à média nacional de 59.5%: a literacia no sexo masculino é de 87% e no sexo feminino é de 79%. Em Harveypatti, 10% da população está abaixo dos 6 anos de idade.